# Judeoromanska språk
Judeo-romanska språk är de språk som har sitt ursprung i romanska språk och som talas i diverse judiska samhällen men som är så förändrade att de kan betraktas som egna språk.

## Språk

### Judeo-italienska
Judeo-italienska varianter (ibland även kallat italkiska, som myntades av Solomon Birnbaum år 1942) talas flytande av mindre än 200 personer. Dessa personer representerar de sista av de många olika dialekter som talades i Italien, Korfu och längs med den östra sidan av Adriatiska havet och Joniska havet.

### Judeo-aragonska
Judeo-aragonska talades i centrala Spanien runt mitten av 700-talet till 1500-talet, då det antingen kombinerades ihop med olika judeo-spanska dialekter eller helt enkelt upphörde att användas på grund av den mer inflytelserika judeo-spanska dialekten som uppstod i södra Spanien, de områden som idag är Valencia, Murcia och Andalusien.

### Ladino
Känt under många namn, och finns i många regionala dialekter. Ladinospråket är en modern släkting till det spanska språket som talas av sefarder.

### Judeo-portugisiska
Judeo-portugisiska talades av judarna i Portugal, men överlevde i religiösa samfund (diaspora) fram till början av 1800-talet.  Språket påverkas också Papiamento och samaraccansk . 

### Tsarfatitiska
Tsarfatitiska (Zarphatic), eller judeo-franska är ett utdött språk som talades i dagens norra Frankrike, Nederländerna, Belgien, Luxemburg och västra Tyskland.

## Historia och utveckling
Den exakta uppkomsten av judeoromanska språk är osäker. De två starkaste teorierna är att de antingen härstammar från judeo-latin, och att dess utveckling löpte parallellt med latins dotterspråk, eller att de är egna uppkomster av varje individuellt språksamhälle.
En annan teori blandar de båda och anser att vissa judeoromanska språk (vissa tsarfatitiska, shaudit, italkian och catalanic) härstammar från judeo-latin, men att andra (vissa tsarfatitiska, catalaniska, ladino och judeo-portugisiska) är produkter av egenutveckling.